# Morat (color)

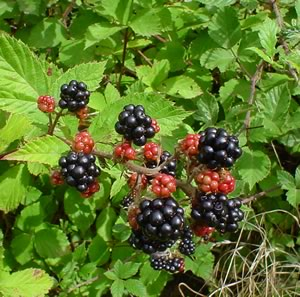
Móra de l'esbarzer

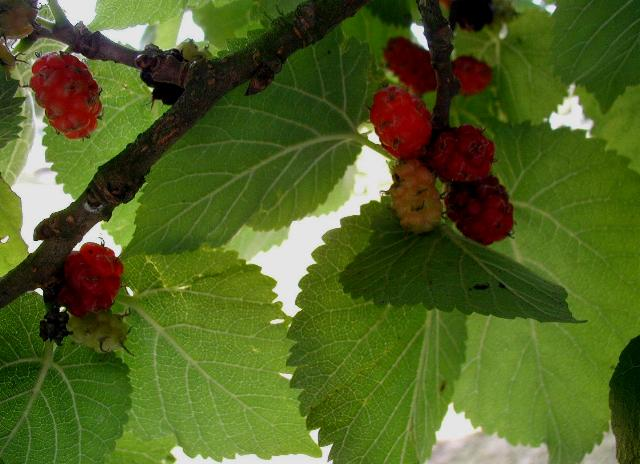
Móra de l'arbre morera

El morat és el mateix color que el de la fruita de la qual pren el nom, la móra de l'esbarzer o la móra de l'arbre morera. També aquest color és semblant al lila.
Mostra del color morat:

## Heràldica
El morat en heràldica és un color entre el gules i el porpra. És considerat com una taca o esmalt secundari.

Morat en heràldica

## Vexil·lologia
En vexil·lologia el morat (mulberry en anglès) és un color molt arrelat. A causa de l'observació de draps vells i deteriorats per la intempèrie, aquesta tonalitat s'ha confós contínuament amb altres colors com l'indi, el porpra, el violat i el carmesí.
En el sistema cromàtic internacional Pantone, tonalitats acceptables per al morat són el 241 o el 675 i les seves gammes més fosques.
| pantone 241 | pantone 242 | pantone 675 | pantone 676 |  |
| ----------- | ----------- | ----------- | ----------- |  |
|             |             |             |             |  |

Nota: Aquests tons són merament aproximatius i no tracten de representar fidelment les posiciones corresponents de la gamma Pantone.